# Ť
Het grafeem Ť (onderkast: ť) is een letter uit het Tsjechische en Slowaakse alfabet. Het is gevormd met de Latijnse letter T (onderkast: t) met de toevoeging van een haček.